# Vicente Paniagua
Vicente Paniagua Logroño (Alcázar de San Juan, 17 maggio 1947) è un ex cestista spagnolo.

## Carriera
Con la Spagna ha disputato i Giochi del Mediterraneo di Tunisi 1967.

## Palmarès
- Campionato spagnolo: 10

Real Madrid: 1967-68, 1968-69, 1969-70, 1970-71, 1971-72, 1972-73, 1973-74, 1974-75, 1975-76, 1976-77
- Copa del Rey: 9

Real Madrid: 1966, 1967, 1970, 1971, 1972, 1973, 1974, 1975, 1977
- Coppa dei Campioni: 3

Real Madrid: 1966-67, 1967-68, 1973-74
- Coppa Intercontinentale: 1

Real Madrid: 1976